# Millicent St Clair-Erskine
Lady Millicent Fanny St. Clair-Erskine (Dysart, 20 ottobre 1867 – Orriule, 20 agosto 1955) è stata una giornalista e drammaturga scozzese.

## Biografia
Era la figlia del conservatore Robert St Clair-Erskine, IV conte di Rosslyn, e di sua moglie, Blanche Adeliza Fitzroy, vedova di Charles Maynard, che la rese sorellastra di Daisy Greville, contessa di Warwick. Il loro nonno materno era Henry Fitzroy, il cui padre, il reverendo Lord Henry Fitzroy, era un canonico dell'Abbazia di Westminster, e il nonno era il primo ministro Augustus Henry FitzRoy, III duca di Grafton.

## Matrimoni

### Primo Matrimonio
Sposò, il 20 ottobre 1884, Cromartie Sutherland-Leveson-Gower, marchese di Stafford, figlio primogenito ed erede del duca di Sutherland. Ebbero quattro figli:
- Lady Victoria Elizabeth Sutherland-Leveson-Gower (5 agosto 1885-28 gennaio 1888);
- George Sutherland-Leveson-Gower, V duca di Sutherland (29 agosto 1888-1 febbraio 1963);
- Alastair St. Clair Sutherland-Leveson-Gower (24 gennaio 1890-28 aprile 1921), sposò Elizabeth Demarest, ebbero una figlia;
- Lady Rosemary Millicent Sutherland-Leveson-Gower (9 agosto 1893-21 luglio 1930), sposò William Ward, III conte di Dudley, ebbero tre figli.

Sviluppò una certa reputazione come difensore per la riforma sociale, anche se in misura minore rispetto alla sorellastra Daisy. Era conosciuta come 'Meddlesome Millie' per la sua campagna per le condizioni di lavoro dei ceramisti, nei pressi della residenza di famiglia. La sua campagna per rimuovere le vernice al piombo ebbe successo.
È stata uno dei portatori del baldacchino all'incoronazione di Edoardo VII e della regina Alessandra, insieme a Consuelo Spencer-Churchill, duchessa di Marlborough, Violet Graham, duchessa di Montrose e Winifred Cavendish-Bentinck, duchessa di Portland.

### Secondo Matrimonio
Dopo lo scoppio della prima guerra mondiale, nel mese di agosto 1914, organizzò un'unità di ambulanza che prese servizio attivo durante l'assedio di Namur, in Belgio. Intrappolata dietro le linee nemiche, fuggì in Inghilterra, dove scrisse Six Weeks at the War. Tornò sul continente nel mese di ottobre per gli ospedali da campo diretti nel nord della Francia.
Sposò, il 17 ottobre 1914, il generale Percy Desmond Fitzgerald. La coppia divorziò nel 1919, sulla base della sua infedeltà.

### Terzo Matrimonio
Sposò, il 27 ottobre 1919, il tenente colonnello George Hawes. Il matrimonio fu infelice a causa dell'omosessualità del marito e divorziarono nel 1925.

## Morte
Ha vissuto per lo più in Francia. Visse nei pressi di Angers nel 1940, fino all'occupazione tedesca della Francia. Fuggì attraverso la Spagna e il Portogallo per raggiungere gli Stati Uniti per poi tornato a Parigi nel 1945.
Morì a Orriule, nei pressi di Sauveterre-de-Béarn. Fu cremata al cimitero di Père-Lachaise a Parigi, e le sue ceneri furono sepolte nel cimitero privato del Dunrobin Castle.

## Ascendenza
|                                              |                         |                                       | Genitori                         |  |  | Nonni |  |  | Bisnonni                                    |  |  | Trisnonni                      |  |
|                                              |                         |                                       |                                  |  |  |       |  |  | James St Clair-Erskine, II conte di Rosslyn |  |  | sir Henry Erskine, V baronetto |  |
|                                              |                         |                                       |                                  |  |  |       |  |  | James St Clair-Erskine, II conte di Rosslyn |  |  | sir Henry Erskine, V baronetto |  |
|                                              |                         | Janet Wedderburn                      |                                  |  |  |       |  |  | James St Clair-Erskine, II conte di Rosslyn |  |  |                                |  |
| James St Clair-Erskine, III conte di Rosslyn |                         |                                       |                                  |  |  |       |  |  | James St Clair-Erskine, II conte di Rosslyn |  |  |                                |  |
|                                              |                         | Henrietta Elizabeth Bouverie          | hon. Edward Bouverie             |  |  |       |  |  |                                             |  |  |                                |  |
|                                              |                         | Henrietta Elizabeth Bouverie          | hon. Edward Bouverie             |  |  |       |  |  |                                             |  |  |                                |  |
|                                              |                         | Henrietta Elizabeth Bouverie          | Henrietta Fawkener               |  |  |       |  |  |                                             |  |  |                                |  |
| Robert St Clair-Erskine, IV conte di Rosslyn |                         | Henrietta Elizabeth Bouverie          |                                  |  |  |       |  |  |                                             |  |  |                                |  |
|                                              |                         | William Wemyss                        | hon. James Wemyss                |  |  |       |  |  |                                             |  |  |                                |  |
|                                              |                         | William Wemyss                        | hon. James Wemyss                |  |  |       |  |  |                                             |  |  |                                |  |
|                                              |                         | William Wemyss                        | lady Elizabeth Sutherland        |  |  |       |  |  |                                             |  |  |                                |  |
| Frances Wemyss                               |                         | William Wemyss                        |                                  |  |  |       |  |  |                                             |  |  |                                |  |
|                                              |                         | Frances Erskine                       | sir William Erskine, I baronetto |  |  |       |  |  |                                             |  |  |                                |  |
|                                              |                         | Frances Erskine                       | sir William Erskine, I baronetto |  |  |       |  |  |                                             |  |  |                                |  |
|                                              |                         | Frances Erskine                       | Frances Moray                    |  |  |       |  |  |                                             |  |  |                                |  |
| lady Millicent St Clair-Erskine              |                         | Frances Erskine                       |                                  |  |  |       |  |  |                                             |  |  |                                |  |
|                                              | rev. lord Henry Fitzroy | Augustus FitzRoy, III duca di Grafton |                                  |  |  |       |  |  |                                             |  |  |                                |  |
|                                              | rev. lord Henry Fitzroy | Augustus FitzRoy, III duca di Grafton |                                  |  |  |       |  |  |                                             |  |  |                                |  |
|                                              | rev. lord Henry Fitzroy | Elizabeth Wrottesley                  |                                  |  |  |       |  |  |                                             |  |  |                                |  |
| rev. Henry Fitzroy                           | rev. lord Henry Fitzroy |                                       |                                  |  |  |       |  |  |                                             |  |  |                                |  |
|                                              |                         | Caroline Pigot                        | Hugh Pigot                       |  |  |       |  |  |                                             |  |  |                                |  |
|                                              |                         | Caroline Pigot                        | Hugh Pigot                       |  |  |       |  |  |                                             |  |  |                                |  |
|                                              |                         | Caroline Pigot                        | Frances Wrottesley               |  |  |       |  |  |                                             |  |  |                                |  |
| Blanche Adeliza Fitzroy                      |                         | Caroline Pigot                        |                                  |  |  |       |  |  |                                             |  |  |                                |  |
|                                              |                         | Charles George Beauclerk              | Topham Beauclerk                 |  |  |       |  |  |                                             |  |  |                                |  |
|                                              |                         | Charles George Beauclerk              | Topham Beauclerk                 |  |  |       |  |  |                                             |  |  |                                |  |
|                                              |                         | Charles George Beauclerk              | lady Diana Spencer               |  |  |       |  |  |                                             |  |  |                                |  |
| Jane Elizabeth Beauclerk                     |                         | Charles George Beauclerk              |                                  |  |  |       |  |  |                                             |  |  |                                |  |
|                                              |                         | Emily Charlotte Ogilvie               | William Ogilvie                  |  |  |       |  |  |                                             |  |  |                                |  |
|                                              |                         | Emily Charlotte Ogilvie               | William Ogilvie                  |  |  |       |  |  |                                             |  |  |                                |  |
|                                              |                         | Emily Charlotte Ogilvie               | lady Emily Lennox                |  |  |       |  |  |                                             |  |  |                                |  |
|                                              |                         | Emily Charlotte Ogilvie               |                                  |  |  |       |  |  |                                             |  |  |                                |  |

## Opere
- How I Spent My Twentieth Year 1889
- How I Spent My Twenty-first Year
- One Hour and the Next 1899
- The Wind of the World: Seven Love Stories, London: William Heinemann 1902
- Six Weeks at the War, Chicago: A.C. McClurg & Co. 1915
- That Fool of a Woman (1924)